# Margaretha Haverman

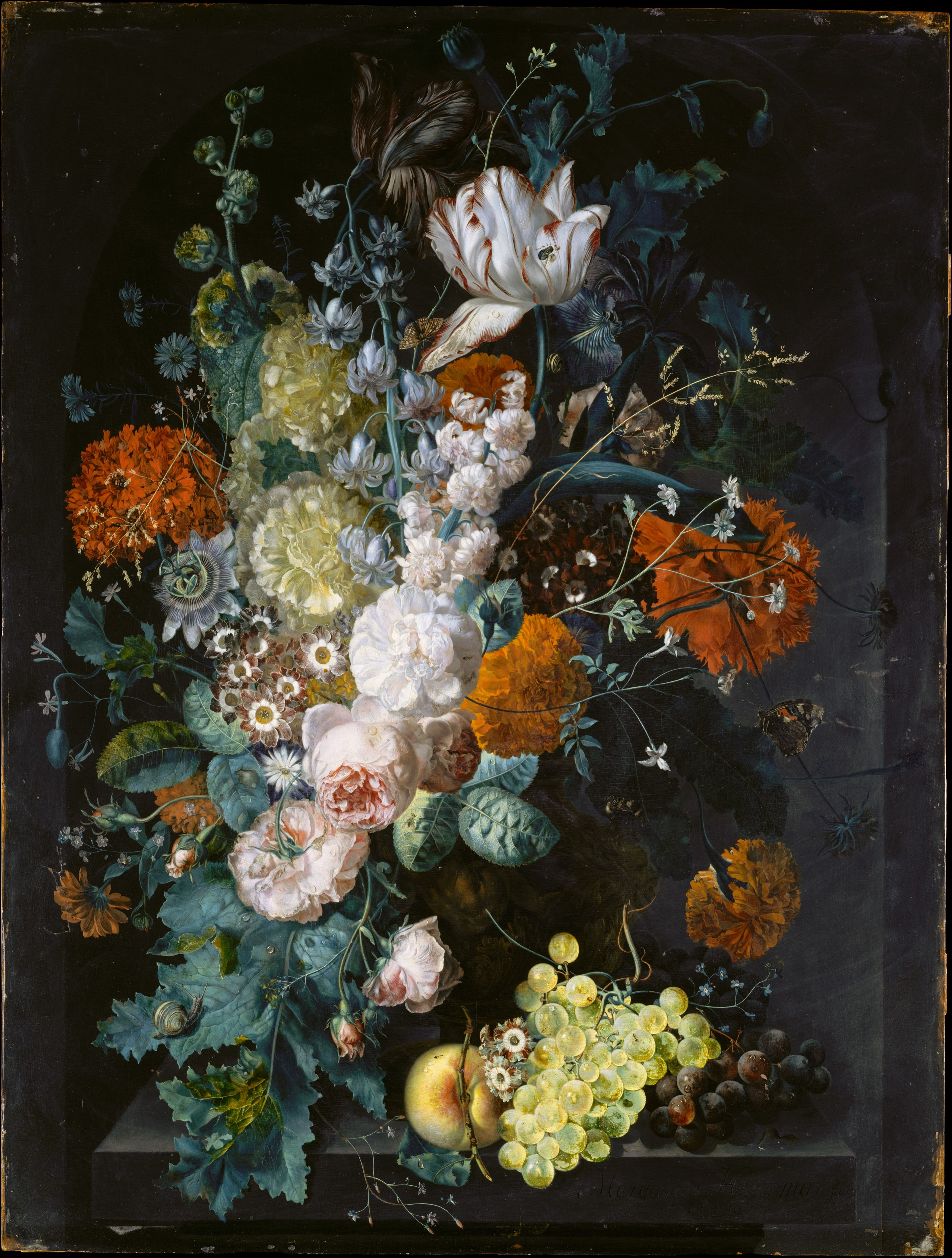
Vaso con fiori (1716; New York, Metropolitan Museum of Art).

Margaretha Haverman (Breda, 28 ottobre 1693 – Frankrijk, 1739) è stata una pittrice olandese.

## Biografia

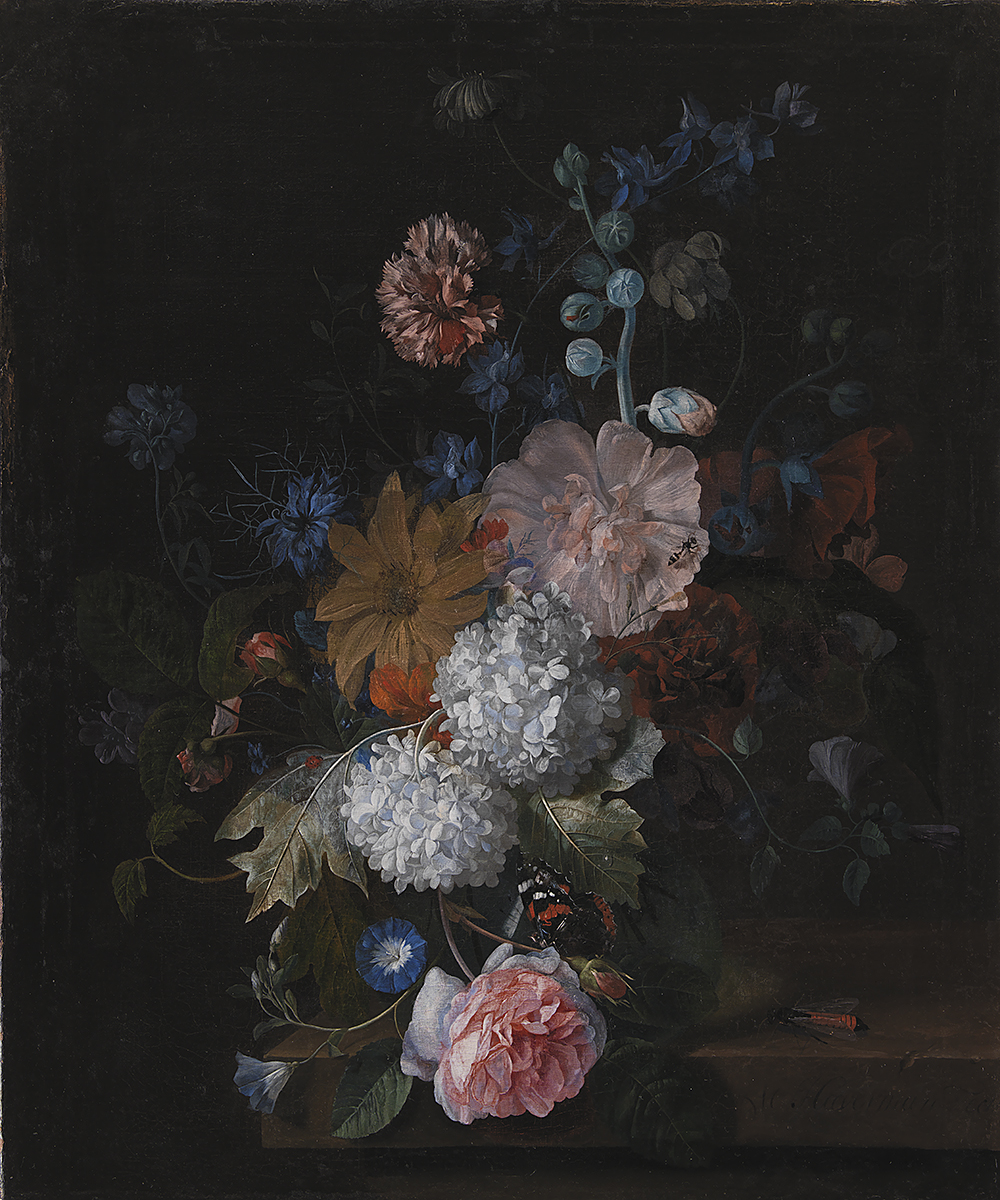
Natura morta con fiori, farfalla e altri insetti (1722-1739 circa; Copenaghen, Statens Museum for Kunst).

Era la figlia di Daniël Haverman, capitano dell'esercito danese, e di Margaretha Schellinger. Studiò ad Amsterdam, dove il padre dirigeva una scuola per ragazzi e si specializzò in pittura di nature morte con fiori.
Fu seguace del pittore Jan van Huysum, ma il rapporto fra maestro e allieva fu burrascoso: Van Huysum si lamentò più tardi che era stato costretto ad accettarla nella sua bottega d'artista, grazie alle insistenze del padre Daniël. Ne divenne geloso, perché i dipinti di Margaretha avevano grande successo e temeva che le tecniche, quasi segrete, che le aveva trasmesso, fossero copiate anche da altri artisti.
Margaretha Haverman si trasferì a Parigi verso il 1720, dove conobbe l'architetto francese Jacques de Mondoteguy (m. 1739), che sposò ad Amsterdam, il 25 luglio 1721. A Parigi, nel 1722 fu accolta tra i membri dell'Académie royale de peinture et de sculpture; ma nel 1723 ne fu respinta, perché si ipotizzava che il quadro da lei presentato, come opera di ammissione, fosse in realtà un dipinto del suo maestro Van Huysum.
Due soli dipinti, a noi noti, sono stati da lei firmati: Vaso di fiori (1716), olio su tavola, ora al Metropolitan Museum, e un quadro simile che si trova allo Statens Museum for Kunst.